# Belkuchi
Belkuchi (en bengali : বেলকুচি) est une upazila du Bangladesh dans le district de Sirajganj. En 1991, on y dénombrait 245 164 habitants.